# Orosz Anna (színművész)
Orosz Anna (Budapest, 1967. február 15. –) magyar színésznő, szinkronszínésznő, Orosz Helga színésznő húga.

## Életpályája
Színházak:
- 1989 - Nyíregyházi Móricz Zsigmond Színház
- 1992 - Miskolci Nemzeti Színház
- 1994 - Szolnoki Szigligeti Színház

Különleges és kifejezetten kellemes hangja miatt gyakran hívják szinkronizálni.
Filmekben, sorozatokban, telenovellákban és animációs filmekben egyaránt szinkronizál.
Charlize Theron és Renée Zellweger leggyakoribb hangja, és a telenovellákból ismert Gabriela Spanicnak az állandó magyar hangja a kereskedelmi tévécsatornákon.
Heidi Klum modell reklámfilmjeiben is ő adja, legtöbbször a modell hangját.
Testvére: Orosz Helga színművésznő.

## Szinkronjai

### Színésznők
| Charlize Theron   | Charlize Theron |
| Cím               | Szerepnév       |
| ----------------- | --------------- |
| Az ördög ügyvédje | Mary Ann Lomax  |
| Férfibecsület     | Gwen            |
| Az olasz meló     | Stella Bridger  |
| Aeon Flux         | Aeon Flux       |
| Elah völgyében    | Emily Sanders   |
| Alvajárók         | Joleen          |
| Az út             | Anya            |

| Renée Zellweger      | Renée Zellweger |
| Cím                  | Szerepnév       |
| -------------------- | --------------- |
| Oltári vőlegény      | Anne Arden      |
| Betty nővér          | Betty           |
| Én és én meg az Irén | Irén            |
| Chicago              | Roxie Hart      |
| Bőrfejek             | Lexie Littleton |
| Védtelen gyermek     | Emily Jenkins   |

| Gabriela Spanic              | Gabriela Spanic                          |
| Cím                          | Szerepnév                                |
| ---------------------------- | ---------------------------------------- |
| Paula és Paulina             | Paula Bracho Paulina Martinez            |
| Szeretni bolondulásig        | María del Cielo Montalvo Aurora Montalvo |
| A betolakodó                 | Virginia Martínez Vanessa Martínez       |
| A bosszú/Valentina titka     | Valentina Díaz                           |
| A szerelem foglyai           | Guadalupe Santos                         |
| Második esély                | Valeria San Román                        |
| A császárnő                  | Emperatriz Jurado                        |
| A csábítás földjén/Riválisok | Ivana Dorantes Rangel                    |
| A bosszú angyala             | Alma Hernandez Quijano                   |
| Elfeledett szerelem          | Fernanda Montenegro                      |
| Alicia új élete              | Fedora Montelongo                        |
| Háborgó szívek               | Elisa Corso vda. de Sánchez              |
| Éltető szerelem              | Mónica Rivero Cuéllar                    |

### Filmek
| Cím                                | Színésznő              | Szerepnév              |
| ---------------------------------- | ---------------------- | ---------------------- |
| Dr. No                             | Zena Marshall          | Miss Taro              |
| Goldfinger                         | Lois Maxwell           | Miss Moneypenny        |
| Rosemary gyermeke                  | Victoria Vetri         | Terry Gionoffrio       |
| Az olasz meló (1969)               | Margaret Blye          | Lorna                  |
| Doc Holliday                       | Faye Dunaway           | Katie Elder            |
| Édenkert a sikátorban              | Joyce Ingalls          | Nyuszi                 |
| Én és a kölyök                     | Andrea Howard          | Sue                    |
| A férfi, aki szerette a nőket      | Kim Basinger           | Louise Carr            |
| King Kong visszatér                | Linda Hamilton         | Amy Franklin           |
| Psycho 3                           | Katt Shea              | Patsy                  |
| Arábiai Lawrence: egy veszélyes... | Polly Walker           | Madame Dumont          |
| Szerelemben, háborúban             | Ingrid Lacey           | Elsie MacDonald        |
| Alien 4. – Feltámad a Halál        | Winona Ryder           | Annalee Call           |
| Államérdek                         | Laura Linney           | Kate Whitney           |
| Anna Karenina                      | Saskia Wickham         | Dolly                  |
| Apák napja                         | Nastassja Kinski       | Collette Andrews       |
| G. I. Jane                         | Lucinda Jenney         | Blondell               |
| Reszkessetek, betörők! 3.          | Haviland Morris        | Karen                  |
| Egy argentin New Yorkban           | Diana Lamas            | Ana Epstein            |
| Az elveszett zsaru                 | Michelle Ferre         | Christine Stark        |
| Gömb                               | Sharon Stone           | Dr. Elizabeth Halperin |
| Kísértethajó                       | Famke Janssen          | Trillian St. James     |
| A nagy csapat 3.                   | Jensen Daggett         | Maggie Reynolds        |
| Sziki-szökevény                    | Sandra Bernhard        | Dr. Fridley            |
| Amerikai pite                      | Jennifer Coolidge      | Stifler mamája         |
| Angyal a lépcsőn                   | Emily Watson           | Angela                 |
| Anna és a király                   | Jodie Foster           | Anna Leonowens         |
| Anyegin                            | Liv Tyler              | Tatjana Larina         |
| Asterix és Obelix                  | Laetitia Casta         | Falbala                |
| A bennfentes                       | Gina Gershon           | Helen Caperelli        |
| Csak egy kis pánik                 | Lisa Kudrow            | Laura MacNamara        |
| Derék Dudley                       | Sarah Jessica Parker   | Nell Fenwick           |
| Fortress 2. - Pokoli űr            | Beth Toussaint         | Karen Brennick         |
| Kleopátra                          | Elisabeth Dermot-Walsh | Octavia                |
| Mária, Jézus anyja                 | Simone Bendix          | Mária Magdolna         |
| A pálya csúcsán                    | Kelly Preston          | Jane Aubrey            |
| A szörny                           | Bridget Fonda          | Kelly Scott            |
| A tábornok lánya                   | Leslie Stefanson       | Elisabeth Campbell     |
| Fogságban                          | Meilani Paul           | Linda Christian        |
| Frekvencia                         | Elizabeth Mitchell     | Julia Sullivan         |
| A hatodik napon                    | Wendy Crewson          | Natalie Gibson         |
| Örvénylő vizeken                   | Catherine McCormack    | Jean Janes             |
| Papás-mamás                        | Joely Richardson       | Lucy Bell              |
| Paranoid                           | Jeanne Tripplehorn     | Rachel                 |
| Sakáltanya                         | Maria Bello            | Lil                    |
| Sátáni játszma                     | Winona Ryder           | Maya Larkin            |
| Timecode                           | Holly Hunter           | Renee Fishbine         |
| Amerikai pite 2.                   | Jennifer Coolidge      | Stifler mamája         |
| Angyali meló                       | Bridget Fonda          | Elizabeth              |
| Banditák                           | Stacey Travis          | Cloe Miller            |
| Doktor Szöszi                      | Jennifer Coolidge      | Paulette Bonafonté     |
| Karibi vakáció                     | Jamie Rose             | Judy                   |
| Más világ                          | Elaine Cassidy         | Lydia                  |
| Őrült és gyönyörű                  | Lucinda Jenney         | Courtney Oakley        |
| Bazi nagy görög lagzi              | Kathryn Haggis         | Marianthi              |
| Birkanyírás (2002)                 | Eve                    | Terri Jones            |
| D-Tox                              | Angela Alvarado        | Lopez                  |
| Én, a kém                          | Lynda Boyd             | Edna                   |
| A fülke                            | Radha Mitchell         | Kelly Shepard          |
| Hangyák a gatyában 2.              | Christine Neubauer     | Regina Deutsch         |
| A kárhozat útja                    | Jennifer Jason Leigh   | Annie Sullivan         |

| Cím                               | Színésznő           | Szerepnév            |
| --------------------------------- | ------------------- | -------------------- |
| Különvélemény                     | Ashley Crow         | Sarah Marks          |
| Az órák                           | Toni Collette       | Kitty                |
| Szitakötő                         | Susanna Thompson    | Emily Darrow         |
| A zongorista                      | Ruth Platt          | Janina               |
| Amerikai pite: Az esküvő          | Jennifer Coolidge   | Stifler mamája       |
| Csaó, Lizzie!                     | Hallie Todd         | Jo McGuire           |
| David Gale élete                  | Laura Linney        | Constance Harraway   |
| Démoni harangok                   | Scarlett McAlister  | Dianna               |
| Doktor Szöszi 2.                  | Jennifer Coolidge   | Paulette Bonafonté   |
| Flört a fellegekben               | Kelly Preston       | Sherry               |
| Hogyan veszítsünk el egy pasit... | Michael Michele     | Judy Spears          |
| Igazából szerelem                 | Claudia Schiffer    | Carol                |
| Kegyetlen bánásmód                | Stacey Travis       | Bonnie Donaly        |
| Ned Kelly – A törvényen kívüli    | Kerry Condon        | Kate Kelly           |
| Underworld                        | Sophia Myles        | Erika                |
| Űrrovarok                         | Angie Everhart      | Emily Foster         |
| Birkanyírás 2.                    | Eve                 | Terri Jones          |
| A Bourne-csapda                   | Julia Stiles        | Nicky Parsons        |
| A bukás – Hitler utolsó napjai    | Birgit Minichmayr   | Gerda Christian      |
| Fejjel a bajnak                   | Margaret Colin      | Melanie Mackenzie    |
| Kill Bill 2.                      | Helen Kim           | Karen                |
| A megtorló                        | Samantha Mathis     | Maria Castle         |
| Mindörökké Elvis                  | Kim Basinger        | Harmony Jones        |
| Hidalgo – A tűz óceánja           | Louise Lombard      | Lady Anne Davenport  |
| Az álmodó                         | Elisabeth Shue      | Lily                 |
| Doom                              | Rosamund Pike       | Dr. Samantha Grimm   |
| A Klinika - Húsz év múlva         | Barbara Wussow      | Elke Brinkmann       |
| A múlt fogságában                 | Robin Wright        | Grace Roby           |
| Csapd le Chip-et                  | Mia Farrow          | Amelia Kowalski      |
| Gagyi mami 2.                     | Rhoda Griffis       | Mrs. Gallagher       |
| Silent Hill – A halott város      | Radha Mitchell      | Rose Da Silva        |
| Megetetett társadalom             | Patricia Arquette   | Cindy                |
| Mennyei prófécia                  | Annabeth Gish       | Julia                |
| Poseidon                          | Jacinda Barrett     | Maggie James         |
| Stephanie Daley                   | Tilda Swinton       | Lydie Crane          |
| UFO boncolás                      | Morwenna Banks      | Jasmine              |
| A United 93-as                    | Trish Gates         | Sandra Bradshaw      |
| Zűrös páros                       | Jennifer Saunders   | Gwendoline McFarlane |
| Ártatlanul vádolva                | Jennifer Grant      | Denise               |
| A Bourne-ultimátum                | Julia Stiles        | Nicky Parsons        |
| Disturbia                         | Carrie-Anne Moss    | Julie Brecht         |
| Faterok motoron                   | Jill Hennessy       | Kelly Madsen         |
| Tudom, ki ölt meg                 | Julia Ormond        | Susan Fleming        |
| Egy ember és kutyája              | Julika Jenkins      | Jeanne               |
| Jégtörők 3. - Az ifi bajnokság    | Lynda Boyd          | Bernie Frazier       |
| Az informátorok                   | Kim Basinger        | Laura                |
| A kívülálló                       | Sophia Myles        | Freya                |
| A rivális                         | Josie Bissett       | Jill Plumley         |
| Vén tengeri medvék                | Angelica Page       | Melissa Busteed      |
| Karácsonyi rémálom                | Kim Basinger        | Della                |
| Bazi rossz Valentin-nap           | Nia Vardalos        | Genevieve Gernier    |
| Hasonmás                          | Radha Mitchell      | Peters               |
| A kód                             | Radha Mitchell      | Alex                 |
| Kutya egy év                      | Elizabeth Marvel    | Margo                |
| Testvérek (2009)                  | Mare Winningham     | Elsie Cahill         |
| Újrakezdők – Szerelmes szingli... | Kate Jennings Grant | Daphne               |
| Drágán add a rétedet              | Samantha Bee        | Baker igazgatónő     |
| A titánok harca                   | Polly Walker        | Kassziopeia          |
| Az utolsó dal                     | Kelly Preston       | Kim                  |
| Villámtolvaj - Percy Jackson...   | Maria Olsen         | Fúria (Mrs. Dodds)   |
| Kellékfeleség                     | Julie Dixon Jackson | Mrs. Harrington      |
| Keresztanyu                       | Stephnie Weir       | Barb                 |

### Sorozatok
| Cím                              | Színésznő            | Szerepnév                         |
| -------------------------------- | -------------------- | --------------------------------- |
| 10-8: Veszélyes őrjárat          | Jamie Luner          | Ryan Layne                        |
| 2×2 néha sok(k)                  | Sally Wheele         | Carrie Moore                      |
| A bolygó neve: Föld              | Jayne Heitmeyer      | Renee Palmer                      |
| A csillagjegyek ura              | Anne Jacquemin       | Juliette Lefort                   |
| A férfi fán terem                | Suleka Mathew        | Sara                              |
| A hatodik kapocs                 | Bridget Moynahan     | Whitney                           |
| A jog útvesztőjében              | Lisa Faulkner        | Laura Scammel                     |
| A királyság                      | Susanna Thompson     | Rose Benjamin királynő            |
| A királyi ház titkai             | Kim Szoi             | Bong udrvarhölgy                  |
| A pálmák árnyéka                 | Gail O'Grady         | Karen Hardy                       |
| A remény utcái                   | Shari Headley        | Juanita Barnes                    |
| A semmi közepén                  | Patricia Heaton      | Frankie Heck                      |
| A szenvedély vihara              | Alexandra Vandernoot | Angèle                            |
| A szultána                       | Gülbahar szultána    | Sibel Tasçıoğlu                   |
| A zűr közepén                    | Cerina Vincent       | Suzy Diaz                         |
| Aranykor                         | Felicity Huffman     | Terry Spann                       |
| Az ígéret földje                 | Wendy Phillips       | Claire Greene                     |
| Az ügynökség                     | Paige Turco          | Terri Lowell                      |
| Bűnvadászok                      | Kate McNeil          | Nora Houghton                     |
| Carnivàle – A vándorcirkusz      | Cynthia Ettinger     | Rita Sue Dreifuss                 |
| Charlie angyalai                 | Farrah Fawcett       | Jill Munroe (2. szinkron)         |
| Charly – Majom a családban       | Ursula Buschhorn     | Dr. Katharina Hauser              |
| Cinecittà                        | Chiara Conti         | Domitilla                         |
| Csillagjegyek                    | Anne Jacquemin       | Juliette Lefort                   |
| Divatdiktátorok                  | Miranda Otto         | Juliet Draper                     |
| Egy kórház magánélete            | Jennifer Savidge     | Lucy Papandrao                    |
| Elveszett legendák kalandorai    | Cobie Smulders       | Juliet Droil                      |
| Erdei iskola                     | Anne Marie Loder     | Sophie Becker                     |
| Fedőneve: Puma                   | Susanne Hoß          | Jackie Winter                     |
| Felejthetetlen                   | Poppy Montgomery     | Carrie Wells                      |
| Férjek gyöngye                   | Nicole Sullivan      | Holly Shumpert                    |
| Flipper a delfin                 | Anja Coleby          | Holly Myers                       |
| Gossip Girl – A pletykafészek    | Mädchen Amick        | Catherine Beaton                  |
| Gyilkos körök                    | Babsie Steger        | Erika de Lestrade                 |
| Halott ügyek                     | Julie Stewart        | Ali McCormick nyomozó             |
| Haven                            | Angela Vint          | Tracy Garrick                     |
| Hawaii Five-0                    | Kelly Hu             | Laura Hills                       |
| Hazudj, ha tudsz!                | Kelli Williams       | Dr. Gillian Foster                |
| Hetedik mennyország              | Deborah Raffin       | Julie Camden Hastings             |
| Hiperion öböl                    | Christina Moore      | Amy Sweeny                        |
| Hősök                            | Jessalyn Gilsig      | Meredith Gordon                   |
| Jeannie, a háziszellem           | Barbara Eden         | Jeannie                           |
| Katalin cárnő (Екатерина) (2014) | Julija Aug           | I. (Romanov) Erzsébet orosz cárnő |
| Las Vegas                        | Lara Flynn Boyle     | Monica Mancuso                    |
| Lost – Eltűntek                  | Cynthia Watros       | Elizabeth Smith                   |

| Cím                             | Színésznő                     | Szerepnév               |
| ------------------------------- | ----------------------------- | ----------------------- |
| Lovas iskola                    | Kate Raison                   | Tori Konrad             |
| McLeod lányai                   | Inge Hornstra                 | Sandra Kinsella-Ryan    |
| Menekülés a szerelembe          | Rosa Elena «Roselena»         | Laura Flores            |
| Medicopter 117 – Légimentők     | Julia Cencig                  | Pilotin Gina Aigner     |
| Miért pont Brian?               | Rosanna Arquette              | Nicole O'Hara Varzi     |
| Mindent bele angyalok           | Birgit Stauber                | Christina Rabe          |
| Mickey egér                     | Daisy kacsa                   | Tress MacNeille         |
| Mickey és az autóversenyzők     | Daisy kacsa                   | Tress MacNeille         |
| Mission Hill                    | Vicki Lewis                   | Posey Tyler             |
| Modellügynökség                 | Carrie-Anne Moss              | Carrie Spencer          |
| Mr. és Mrs. Smith               | Maria Bello                   | Mrs. Smith              |
| Mrs. Columbo                    | Kate Mulgrew                  | Kate Columbo            |
| A múlt árnyékában (Divoké kone) | Ivana Chýlková                | Judita El-Amin          |
| Murdoch nyomozó rejtélyei       | Hélène Joy                    | Dr. Julia Ogden         |
| Nyomtalanul                     | Poppy Montgomery              | Samantha Spade          |
| Office                          | Melora Hardin                 | Jan Levinson            |
| Papás - mamás                   | Courtney Thorne-Smith         | Cheryl Mabel            |
| Pénz, pénz, pénz                | Elisabeth Röhm                | Alison Jeffers          |
| Point Pleasant - Titkok városa  | Susan Walters                 | Meg Kramer              |
| Providence                      | Leslie Silva                  | Helen Reynolds          |
| Reba                            | Melissa Peterman              | Barbra Jean Booker Hart |
| Rejtélyek városa                | Kari Matchett                 | Dr. Mariel Underlay     |
| Remington Steele                | Stephanie Zimbalist (2. hang) | Laura Holt              |
| Rémvadászok                     | Alexandra Lee                 | Kate Benson nyomozó     |
| Rúzs és New York                | Kim Raver                     | Nico Reilly             |
| Sötét angyal                    | Ashley Crow                   | Trudy                   |
| Spartacus: Az aréna istenei     | Lucy Lawless                  | Lucretia                |
| Spartacus: Vér és homok         | Lucy Lawless                  | Lucretia                |
| Star Wars: A Rossz Osztag       | Ferelith Young                | Eleni Syndulla          |
| Star Trek: Enterprise           | Jolene Blalock                | T'Pol                   |
| Szerelmek Saint Tropez-ban      | Florence Geanty               | Marie                   |
| Szívtipró gimi                  | Andrea Moar                   | Diana Barnett           |
| Született feleségek             | Dana Delany                   | Katherine Mayfair       |
| Született szinglik              | Lisa Kudrow                   | Dr. Amy Evans           |
| Tara alteregói                  | Toni Collette                 | Tara Gregson            |
| Testvérek                       | Şevval Yılmaz                 | Nihan Büyükağaç         |
| Totál szívás                    | Anna Gunn                     | Skyler White            |
| Tuti gimi                       | Barbara Alyn Woods            | Deb Scott               |
| Védelmi jog                     | Stefania Spugnini             | Grazia Martini          |
| Visszatérés az édenbe           | Nicki Paull                   | Sarah Harper            |
| X-akták                         | Annabeth Gish                 | Monica Reyes ügynök     |
| Álmodj velem!                   | Anna Ciocchetti               | Cynthia Madrigal        |

### Telenovellák
| Cím                             | Színésznő               | Szerepnév                               |
| ------------------------------- | ----------------------- | --------------------------------------- |
| Esmeralda                       | Nora Salinas            | Graciela «Gracielita» Peñarreal         |
| Samantha                        | Nohely Arteaga          | Raiza Rincón                            |
| Soñadoras – Szerelmes álmodozók | Manola Diez             | Victoria Holes                          |
| Esperanza                       | Eugenia Cauduro         | Silvia Requena                          |
| Acapulco szépe                  | Marisol Santacruz       | Laiza Montemajor                        |
| Szeretők és riválisok           | Joana Benedek (2. hang) | Roxana Brito                            |
| Salomé                          | Edith González          | Fernanda «Salomé» Lavalle               |
| Tiszta szívvel                  | Leticia Calderón        | Hanna de la Corcuera                    |
| Titokzatos Násztya              | Larisza Sahvorosztova   | Marfa, a „titokzatos” Násztya édesanyja |
| A liliomlány                    | Lupita Ferrer (1. hang) | Gabriela Smith                          |
| Lisa csak egy van               | Olivia Pascal           | Laura Seidel                            |
| Lety, a csúnya lány             | Jacqueline Bracamontes  | Magaly Ruiz                             |
| A szerelem nevében              | Leticia Calderón        | Carlota Espinoza de los Monteros        |
| A szerelem tengere              | Patsy                   | Lucía Galíndez                          |
| A végzet hatalma                | Leticia Calderón        | Alicia Villagómez                       |
| Könnyek királynője              | Lola Merino             | Mercedes Cervantes de Ancira            |
| Menekülés a szerelembe          | Laura Flores            | Rosa Elena «Roselena»                   |
| A szív parancsa                 | Leticia Calderón        | Isadora Gonzalez de Lazcano             |
| Maricruz                        | Maya Mishalska          | Carmela                                 |
| Fiorella                        | Carmen Rodríguez        | Celeste de la Riva                      |
| Emlékezz, Reina!                | Laura Flores            | Sara Smith / Virginia de la Vega        |
| Veronica aranya                 | Alicia Machado          | Claudia Ordaz                           |
| Paloma                          | Montserrat Maranón      | Rosa Arriaga                            |
| Ne hagyj el!                    | Leticia Calderón        | Inés Urrutia de Murat                   |
| Éld az életem!                  | Laura Flores            | Inés González                           |
| Szeretned kell!                 | Isabella Camil          | Caridad Herrera Fuentes                 |
| Ana három arca                  | Olivia Bucio            | Nerina Lazcano de Padilla               |
| A sors útjai                    | Eugenia Cauduro         | Marissa Gómez Ruiz de Montero           |
| Álmodj velem!                   | Anna Ciocchetti         | Cynthia Madrigal / Isaura Hidalgo       |
| Victoria                        | Susana Lozano           | Maritza Zavala                          |
| Pillantásod nélkül              | Claudia Ramírez         | Prudencia Arzuaga de Ocaranza           |
| Viharos szívek                  | Anna Ciocchetti         | Refugio                                 |
| Válaszutak                      | Elsa Ortíz              | Julia Moreno Sánchez                    |

### Animációs filmek
| Cím                                      | Színésznő         | Szerepnév                                           |
| ---------------------------------------- | ----------------- | --------------------------------------------------- |
| Herkules és Xéna: Harc a titánokkal      | Alexandra Tydings | Aphrodité                                           |
| Szuper haver                             | Jennifer Aniston  | Annie Hughes                                        |
| A dzsungel könyve 2.                     |                   | Ranjan anyja                                        |
| Özönvíz                                  | Jacques Ramade    | Malacok                                             |
| Mickey egér - Volt kétszer egy karácsony | Tress MacNeille   | Daisy kacsa                                         |
| Nyócker                                  | –                 | Ági néni, tanárnő                                   |
| Robotok                                  | Jennifer Coolidge | Fáni néni                                           |
| Vad galamb                               | Olivia Williams   | Viktória                                            |
| Mackótestvér 2.                          | Wendie Malick     | Siqiniq néni                                        |
| Nagyon vadon                             | Michelle Murdocca | Maria, borzlány                                     |
| Nagyon vadon 2.                          | Michelle Murdocca | Maria, borzlány                                     |
| Fixi, Foxi és barátaik                   |                   | Megbabonázó hercegnő ( 1.szereposztás 22. részben ) |